# Электроподстанция (населённый пункт)
Электроподста́нция — упразднённый населённый пункт, находившийся в подчинении администрации пгт Краснолесный городского округа город Воронеж Воронежской области России. В 2008 году включён в состав посёлка Краснолесный и исключён из учётных данных.

## География
Располагался на территории Воронежского государственного заповедника, приблизительно в 3 км к западу от посёлка Краснолесный.

## История
Возник как населённый пункт при электроподстанции высоковольтной ЛЭП.

## Население
Согласно результатам переписи 2002 года,  в населённом пункте проживало 8 человек, из которых русские составляли 100 %.

## Транспорт
Доступен лесными дорогами. 